# Месембрін
Месембрін (INN: Mesembrine) — інгібітор фосфодіестерази типу 4. Це алкалоїд, наявний у Sceletium tortuosum.